# Kazimierz Lipień
Kazimierz Lipień (Jaczków, Polonia, 6 de febrero de 1949-Nueva York, 13 de noviembre de 2005) fue un deportista polaco especialista en lucha grecorromana donde llegó a ser campeón olímpico en Montreal 1976.

## Carrera deportiva
En los Juegos Olímpicos de 1972 celebrados en Múnich ganó la medalla de bronce en lucha grecorromana de pesos de hasta 62 kg, tras el luchador búlgaro Georgi Markov (oro) y el alemán Heinz-Helmut Wehling (plata). Cuatro años después, en las Olimpiadas de Montreal 1976 ganó el oro en la misma modalidad.